# Julian Nagelsmann
Julian Nagelsmann, född 23 juli 1987 i Landsberg am Lech, är en tysk fotbollstränare som sedan 2023 är förbundskapten för Tysklands herrlandslag.

## Spelarkarriär
Julian Nagelsmanns karriär som fotbollsspelare var kortvarig, då upprepade knäskador tvingade honom att sluta spela fotboll redan vid U19-nivå. Under hans korta spelarkarriär spelade han på ungdomsnivå för FC Augsburg och 1860 München. 

## Tränarkarriär

### 1899 Hoffenheim
Julian Nagelsmann inledde sin tränarkarriär som hjälptränare för 1899 Hoffenheim säsongen 2012-2013. Den 11 februari 2016 tog han över rollen som huvudtränare för 1899 Hoffenheims U-19 trupp. Nagelsmann blev den yngsta huvudtränaren någonsin i Bundesliga då han endast 28 år gammal tog över rollen som huvudtränare för 1899 Hoffenheim. Nagelsmann tog över rollen som huvudtränare, efter att Huub Stevens blev tvungen att avgå på grund av hälsoproblem relaterat till hjärtat. 11 februari 2016 meddelade klubben att Nagelsmann tog över rollen som huvudtränare, vilket innebar att han slog ett nytt rekord då han var den yngsta huvudtränaren någonsin i Bundesligas historia. I en match mot FC Bayern München den 18 januari 2019, blev Nagelsmann den yngsta huvudtränaren någonsin i Bundesliga som nått 100 matcher.

### RB Leipzig
Från och med säsongen 2019/2020 var Julian Nagelsmann huvudtränare för den tyska fotbollsklubben RB Leipzig, efter att han tagit över rollen från interimtränaren Ralf Rangnick som ersatt Ralph Hasenhüttl. I hans första match som RB Leipzigs huvudtränare, vann han 3-2 mot VfL Osnabrück i DFB-Pokal den 11 augusti 2019. Hans första Bundesliga-match resulterade i en 4-0-vinst mot 1. FC Union Berlin, den 18 augusti 2019. Nagelsmann var tränare för RB Leipzig fram till sommaren 2021, då han övergick till Bayern München.

### Bayern München
Den 27 april 2021 bekräftade Bayern München att Nagelsmann skulle ersätta Hansi Flick som huvudtränare inför säsongen 2021/2022. Den 24 mars 2023 avslutade Bayern München kontraktet med Nagelsmann.

### Tyskland
Den 22 september 2023 stod det klart att Julian Nagelsmann tog över rollen som huvudtränare för Tysklands herrlandslag.